# شهرستان سیمپسون (میسیسیپی)
شهرستان سیمپسون، میسیسیپی (به انگلیسی: Simpson County, Mississippi) یک سکونتگاه مسکونی در ایالات متحده آمریکا است که در ایالت میسیسیپی واقع شده‌است.